# Ilya Spektor
Ilya Spektor (hebräisch איליה ספקטור‎; * 10. April 1996) ist ein israelischer Eishockeyspieler, der seit 2021 bei den Kfar Saba Kings in der israelischen Eishockeyliga spielt. Daneben spielt er seit 2022 auch in der neu eingerichteten Sommerliga „Israel Elite Hockey League“ beim HC Netanya.

## Karriere
Ilya Spektor begann seine Karriere bei den Horses Kfar Saba, für die er als 16-Jähriger in der israelischen Eishockeyliga debütierte. Mit dem Team aus der südlichen Scharonebene wurde er 2014 israelischer Vizemeister. Anschließend wechselte er in die Vereinigten Staaten zu den Jersey Shore Wildcats, für die er ein Jahr in der North American 3 Eastern Hockey League auf dem Eis stand und die er mit seinem Team 2015 gewinnen konnte. Anschließend kehrte er nach Kfar Saba zurück und wurde 2017 mit 23 Treffern Torschützenkönig der israelischen Eishockeyliga. 2018 wechselte er zum Ligakonkurrenten HC Bat Yam. Nach zwei Jahren bei Maccabi Metulla spielt er seit 2022 bei den Kfar Saba Kings, mit denen er 2023 israelischer Meister wurde. Daneben spielt er seit 2022 beim HC Netanya auch in der 2021 neu eingerichteten Sommerliga „Israel Elite Hockey League“ und konnte diese in der Saison 2022 gewinnen.

### International
Spektor nahm mit dem israelischen Nachwuchs an den U18-Weltmeisterschaften der Division III 2014 teil und wurde als Spieler mit der besten Plus/Minus-Bilanz, Topscorer und Torschützenkönig auch zum besten Stürmer des Turniers gewählt. Auch bei der U20-Weltmeisterschaft 2016 spielte er für Israel in der Division III und wurde Torschützenkönig sowie hinter seinem Landsmann Roey Aharonovich zweitbester Scorer. Bei der Weltmeisterschaft der Division II 2015 debütierte er in der Herren-Nationalmannschaft der Israelis und wurde auf Anhieb zum besten Spieler des Teams gewählt. Auch 2016, 2017, als er gemeinsam mit Jacob Ratcliffe Torschützenkönig und hinter seinem Landsmann Elie Klein und Ratcliffe drittbester Scorer des Turniers war, 2018, als er zum besten Spieler seiner Mannschaft gewählt wurde, 2022 und 2023 spielte er in der Division II. Zudem vertrat er seine Farben bei der Qualifikation für die Olympischen Winterspiele in Pyeongchang 2018. 2016 und 2017 war er trotz seines damals noch jungen Alters Kapitän der israelischen Auswahl.

## Erfolge und Auszeichnungen
- 2014 Bester Stürmer, Topscorer, bester Torschütze und beste Plus/Minus-Bilanz der U18-Junioren-Weltmeisterschaft der Division III, Gruppe A
- 2015 Gewinn der North American 3 Eastern Hockey League mit den Jersey Shore Wildcats
- 2016 Bester Torschütze der U20-Junioren-Weltmeisterschaft der Division III
- 2017 Torschützenkönig der israelischen Eishockeyliga
- 2017 Bester Torschütze der Weltmeisterschaft der Division II, Gruppe B (gemeinsam mit Jacob Ratcliffe)
- 2022 Gewinn der Israel Elite Hockey League mit dem HC Netanya
- 2023 Israelischer Meister mit den Kfar Saba Kings